# Acesias
Acesias (en griego antiguo: Ἀκεσίας) fue un médico de la Antigua Grecia, cuya fecha y lugar de nacimiento se desconocen.
Se ha verificado que vivió a principios del siglo IV a. C., porque el proverbio en griego antiguo: Ἀκεσίας ἰάσατο, «Acesias lo curó», es mencionado por Aristófanes. Este dicho (por lo único que se sabe de la existencia de Acesias) se utilizaba cuando la enfermedad de una persona empeoraba en vez de mejorar con un tratamiento médico, y se menciona en la Suda, por Zenobio, Diogeniano,  Miguel Apostolio   y Plutarco.
Es posible que un Acesias mencionado por Ateneo, autor de un tratado titulado Manual culinario (en griego antiguo: ὀψαρτυτικά), pudiera ser la misma persona, pero no hay información segura.